# Bündnis 90/Die Grünen Hessen
Bündnis 90/Die Grünen Hessen ist einer der Landesverbände der Partei Bündnis 90/Die Grünen. In Hessen erreichten die Grünen 1985 ihre erste Regierungsbeteiligung in einem deutschen Bundesland.

## Geschichte

### Vorgeschichte und Gründung
Auch in Hessen bildeten sich ab Mitte der 1970er-Jahre vielfach lokale politische Gruppen mit ökologischem Schwerpunkt.
In Hessen gründete sich (unter anderem mit Jutta Ditfurth) die Grüne Liste Hessen (GLH), die allerdings bei der Landtagswahl in Hessen 1978 mit 1,1 % ebenso scheiterte wie die im April 1978 gegründete Grüne Aktion Zukunft von Herbert Gruhl mit 0,9 %.
Spitzenkandidat der GLH war der Frankfurter Magistratsdirektor Alexander Schubart, ein ehemaliges SPD-Mitglied. Auf Listenplatz 7 wurde als Vertreter der Frankfurter Sponti-Szene Daniel Cohn-Bendit gewählt. Seine Bewerbungsrede, in der er für den Fall des Wahlerfolges die Legalisierung von Haschisch und die Übernahme des Innenministeriums ankündigte, sorgte für Schlagzeilen. Auf Listenplatz 8 kandidierte der Bioladenbesitzer, Schwulenaktivist und spätere Bundestagsabgeordnete der Grünen Herbert Rusche aus Offenbach. Das Ergebnis der GAZ blieb deutlich hinter den Erwartungen ihres Gründers Herbert Gruhl zurück, der erwartet hatte, mit einem Ergebnis von 6 % „die FDP zu beerben“.
Die Gründung des hessischen Landesverbandes der Grünen erfolgte am 15. Dezember 1979 in Leihgestern.
Bei den Kommunalwahlen am 22. März 1981 gelang den Grünen in fünf kreisfreien Städten sowie einer Reihe von Kreistagen der Einzug in die Kommunalparlamente. In Kassel, wo die Grünen 6,7 % erreicht hatten, kam es zu einer weitgehenden Zusammenarbeit mit der SPD, die die absolute Mehrheit verloren hatte. Mit Stimmen von Rot-Grün wurde Hans Eichel (SPD) zum Oberbürgermeister gewählt. Auf die Wahl eigener hauptamtlicher Magistratsmitglieder verzichteten die Grünen in Kassel, stimmten aber allen Stadthaushalten der Wahlperiode zu. In Marburg wurde versucht, ein Ampelbündnis zu schmieden. Dieses scheiterte noch im Entstehen, nachdem Jan Kuhnert sich an gewalttätigen Protesten gegen die Startbahn West beteiligte und die SPD die Zusammenarbeit daraufhin beendete. Große Öffentlichkeitswirkung erreichte die Frankfurter Römer-Fraktion der Grünen, die auch organisatorisch das Rückgrat der Partei in den ersten Jahren bildete.
Schwerpunkte der politischen Arbeit der Grünen waren der Protest gegen die Atompolitik (in Hessen der geplante Bau von Biblis C) und vor allem gegen den Ausbau der Startbahn West. Dieses Thema bewegte in der Region eine Vielzahl von Anwohnern. Die Grünen erwarteten sich aus den Reihen der Protestbewegung erheblichen Rückenwind.

### Von den „hessischen Verhältnissen“ zu Rot-Grün
Bei der Landtagswahl in Hessen 1982 gelang den Grünen mit 8,0 % der Stimmen und neun Mandaten erstmals der Sprung in den Landtag. Nach den Wahlerfolgen in Bremen (1979), Baden-Württemberg (1980) und Berlin (1981) war dies der vierte Einzug der Grünen in ein Landesparlament.
Aus dem Einzug der Grünen in den Landtag ergaben sich die „hessischen Verhältnisse“. Die Grünen waren mit dem Versprechen einer Totalopposition angetreten und somit nicht bereit, Regierungsverantwortung zu übernehmen. Die SPD schlug das Angebot der CDU aus, Juniorpartner in einer Großen Koalition zu werden. Das Kabinett Börner II blieb lieber geschäftsführend und ohne Mehrheit im Amt.
Die Grünen der ersten Wahlperiode standen der repräsentativen Demokratie kritisch gegenüber und definierten sich als „Anti-Parteien-Partei“. Ein Ausdruck dieser Haltung war das Rotationsprinzip: Jeweils zur Hälfte der Wahlperiode sollten die Abgeordneten ausscheiden. Die Nachrücker waren in der ersten Hälfte der Wahlperiode Angestellte der Fraktion, die ursprünglichen Abgeordneten in der zweiten. Entsprechend mussten die Hälfte der Diäten als Mandatsträgerabgabe abgeführt werden. Auch unterwarfen sich die Abgeordneten einem imperativen Mandat.
Einzelne Abgeordnete gingen in ihrer Kritik am System noch weiter. So stellte Reinhard Brückner das Mehrheitsprinzip der Demokratie in Frage:

„Die Frage stellt sich, ob nicht eine betroffene, informierte und dadurch qualifizierte Minderheit die eigentliche Mehrheit darstellt und damit eher befugt ist zu entscheiden darüber, was richtig ist und was nicht.“

Im Juli 1982 besuchten Alfred Mechtersheimer, Roland Vogt, Gertrud Schilling und der spätere SPD-Innenminister Otto Schily (damals noch Grünen-Mitglied) Libyens Diktator Muammar al-Gaddafi. Dieser Besuch wurde vielfach kritisiert. Gertrud Schilling machte das ablehnende Verhältnis vieler Grüner zur parlamentarischen Demokratie anlässlich dieses Besuches deutlich. Sie erklärte: „Wir wollen die parlamentarische Demokratie beseitigen.“
Diesen Stimmen standen andere Mitglieder der Fraktion entgegen, die an der parlamentarischen Arbeit konstruktiv mitwirken wollten. Allen voran Karl Kerschgens brachte sich schließlich konstruktiv in die Debatten ein. Zudem wurde Roland Kern zu einem der Vizepräsidenten des Landtagspräsidiums gewählt.
Der Konflikt zwischen den beiden Flügeln der Realos (Realpolitiker) und Fundis (Fundamentalisten, auch Radikalökologen oder Ökosozialisten) sollte bis Ende der 1980er-Jahre die Partei beschäftigen.
In der ersten Wahlperiode der Grünen spiegelte sich der Konflikt zwischen Realos und Fundis auch im Auftreten der Fraktion im Landtag wider. Anders als etwa Kerschgens beherzigten besonders Frank Schwalba-Hoth, aber auch Iris Blaul und Gertrud Schilling das Postulat der Fundamentalopposition. Höhepunkt in dieser Hinsicht war die „Blut-Aktion“ Schwalba-Hoths, der am 3. August 1983 während eines Empfangs im Hessischen Landtag für die Kommandeure der in Hessen stationierten US-Streitkräfte den in Frankfurt stationierten US-General Paul S. Williams mit Blut bespritzte. Landtagspräsident Jochen Lengemann (CDU) sprach in der folgenden, letzten Sitzung des Landtags in dieser Legislatur von „blindwütigem, ja schizophrenem Aktionismus“, der „nicht die Methode der Politik, sondern der Gewalt sei“. Mehrere Abgeordnete der Fraktionen von SPD und CDU verließen den Saal, als schließlich Schwalba-Hoth, der bei der nächsten Landtagswahl nicht mehr kandidierte, zu einem Tagesordnungspunkt sprach. Lengemann reichte auch eine Strafanzeige gegen Schwalba-Hoth ein
Gespräche zwischen SPD und Grünen über eine mögliche Tolerierung einer SPD-Minderheitsregierung waren nicht erfolgreich. Zwar wurde der zwischen SPD und Grünen unstrittige Teil des Haushaltes als „Haushalts-Vorschaltgesetz“ mit Stimmen von Rot-Grün verabschiedet, der Haushalt 1983 wurde von den Grünen aber nicht angenommen, woraufhin der Landtag Neuwahlen beschloss.
Bei der Landtagswahl in Hessen 1983 verloren die Grünen und kamen auf 5,9 % der Stimmen, zogen aber deutlich wieder in den Landtag ein. Die „hessischen Verhältnisse“ lösten sich nicht auf. Weder CDU und FDP noch die SPD besaßen alleine eine Mehrheit. Die SPD hatte sich im Wahlkampf klar von den Grünen distanziert. „Fotos mit mir und den Grünen an einem Verhandlungstisch werden noch nicht einmal als Montage zu sehen sein“, erklärte Holger Börner. Er sei Nassrasierer und müsse sich morgens im Spiegel ansehen. Börner schloss eine Zusammenarbeit mit den Grünen aus: „Die Grünen stehen für mich außerhalb jeder Kalkulation. Ich schließe nicht nur eine Koalition, sondern jede Zusammenarbeit mit ihnen aus“.
Auf ihrer Landesmitgliederversammlung am 1. Oktober 1983 in Marbach prallten der realpolitische und der fundamentaloppositionelle Flügel der Grünen aufeinander. Für die Fundis beantragte Manfred Zieran (* 1951), den Landeshaushalt abzulehnen und keinerlei Gespräche mit der SPD zu führen. Angenommen wurde jedoch mit breiter Mehrheit ein Antrag Karl Kerschgens', der Landtagsfraktion Gespräche mit der SPD zu ermöglichen. In der Folge organisierten sich die Fundis im „Radikalökologischen Forum“, während die Mehrheit der Landtagsfraktion Verhandlungen mit der SPD führte. Die Spannungen zwischen den Flügeln eskalierten, als der (fundamentalistisch beherrschte) Bundesvorstand der Partei vor der Landesmitgliederversammlung in Usingen am 14. Januar 1984 alle hessischen Parteimitglieder anschrieb und für eine Ablehnung der Verhandlungsergebnisse warb. Der hessische Landesvorstand verbat sich diese Einmischung und konnte in Usingen wie auch in der Landesmitgliederversammlung in Lollar am 19. Mai 1984 eine Mehrheit für weitere Gespräche bzw. eine Tolerierung einer SPD-Minderheitsregierung gewinnen. Im Juni 1984 wurde Holger Börner (SPD) mit den Stimmen der Grünen zum Ministerpräsidenten gewählt.
Im Dezember 1985 einigten sich die SPD und die Grünen in Hessen auf die Bildung der ersten rot-grünen Koalition auf Landesebene. Ministerpräsident wurde der SPD-Politiker Holger Börner, Umweltminister der Grüne Joschka Fischer, der erste grüne Landesminister in der Geschichte der Bundesrepublik Deutschland. Grundlage der Regierungsarbeit war eine zwischen den Parteien ausgehandelte Koalitionsvereinbarung. Zu den Koalitionsverhandlungen siehe auch: Shanghaier Kugelfischabkommen.
Die Koalitionsarbeit war durch eine Vielzahl von Konflikten geprägt. Sowohl die Tolerierungsphase als auch die Koalitionszeit wurden bestimmt durch den Konflikt zwischen „Fundis“ und „Realos“ auf Seiten der Grünen und diversen Konflikten zwischen den Koalitionspartnern SPD und Grüne. Die Opposition und Teile der Presse sprachen vom „Rot-Grünen Chaos“.
Im Februar 1987 zerbrach die Koalition an dem Streit über die Genehmigung für das Hanauer Nuklearunternehmen Alkem. Im April 1987 kam es daraufhin zu Neuwahlen.

### Opposition und Demokratisierung
Bei der Landtagswahl in Hessen 1987 legten die Grünen um 3,5 Prozentpunkte zu. Da die SPD gleichzeitig massiv einbrach, konnte die rot-grüne Koalition nicht fortgesetzt werden und die 40-jährige Regierungszeit der SPD in Hessen endete mit der Wahl von Walter Wallmann (CDU) zum Ministerpräsidenten. Damit war zwar der Anlass der Flügelkämpfe (die Regierungsbeteiligung) entfallen, die Flügelkämpfe gingen jedoch unvermindert weiter. Die Flügel firmierten nun unter den Bezeichnungen „Grüner Aufbruch 88“ und „Mitte-Flügel“. Spätestens mit der Wende hatten sich jedoch die Realos vollständig durchgesetzt. Der Parteiaustritt von Jutta Ditfurth 1991 belegte die Bedeutungslosigkeit des Fundi-Flügels. Die Akzeptanz der repräsentativen Demokratie wurde seither bei den Grünen nicht mehr in Frage gestellt. Wie die Gesamtpartei erfolgte auch für den hessischen Verband 1991 die Umbenennung in „Bündnis 90/Die Grünen Hessen“.

### Zwei Wahlperioden in der Regierung
Die Landtagswahl in Hessen 1991 brachte zwar für die Grünen leichte Verluste, ergab aber eine knappe Mehrheit für Rot-Grün. Hintergrund war, dass die Wahl im Schatten des Beginns der Rückeroberung des vom Irak besetzten Kuwaits im Zweiten Golfkrieg stand, die am 17. Januar, drei Tage vor der Wahl, erfolgte. Im Kabinett Eichel I waren die Grünen mit Joschka Fischer als Umweltminister und Iris Blaul als Familienministerin vertreten. Ab dem 6. Oktober 1994 ersetzte Rupert von Plottnitz Joschka Fischer. Auch bei der Landtagswahl in Hessen 1995 erreichte Rot-Grün eine Mehrheit. Iris Blaul schied am 10. Oktober 1995 aus dem Kabinett aus und wurde durch Margarethe Nimsch ersetzt, die am 24. März 1998 durch Priska Hinz abgelöst wurde.

### Wieder Opposition
Die Landtagswahl in Hessen 1999 brachte den Grünen deutliche Verluste, sie sanken von 11,2 % auf 7,2 % der Stimmen. Das Ergebnis widersprach den Prognosen der Meinungsforscher und führte zur Übernahme der Regierung durch eine CDU/FDP-Koalition und damit zum Ausscheiden der Grünen aus der Regierung.
Am 9. Mai 2000 wurde Tarek Al-Wazir zum Fraktionsvorsitzenden gewählt. Auch wenn die Grünen bei der Landtagswahl in Hessen 2003 mit 10,1 % der Stimmen wieder zulegen konnten, war aufgrund der massiven Verluste der SPD keine Regierungsbeteiligung möglich. Die Landtagswahl in Hessen 2008 führte erneut zu „hessischen Verhältnissen“. Während Andrea Ypsilanti wegen des Bruchs ihres Wahlversprechens, keine Regierung mit der Linkspartei zu bilden, heftig kritisiert wurde, standen die Grünen als Koalitionspartner außerhalb der Kritik, da sie im Wahlkampf Rot-Rot-Grün nicht ausgeschlossen hatten. Nach Ypsilantis Scheitern ergab sich bei der Landtagswahl in Hessen 2009 eine Mehrheit für CDU und FDP, während die Grünen in der Opposition verblieben.
Die Kommunalwahlen in Hessen 2011 belegten den Aufstieg der Grünen zur drittstärksten Kommunalpartei. In Darmstadt (Jochen Partsch) und Bad Homburg vor der Höhe (Michael Korwisi) wurden Mitglieder der Grünen zu Oberbürgermeistern (wieder)gewählt.

### Schwarz-Grüne Koalition 2014 bis 2023
Nach der Landtagswahl 2013 verlor die bis dahin amtierende Regierung aus CDU und FDP die Mehrheit, auch SPD und Grüne waren in der Minderheit. Drei denkbare Optionen waren vorhanden, um eine mehrheitsfähige Regierung zu bilden: Große Koalition, SPD/Grüne/Linke und CDU/Grüne, wovon letztere nach längeren Verhandlungen realisiert wurde. Volker Bouffier bildete ein neues Kabinett, in dem die Grünen zwei Minister stellen, Tarek Al-Wazir als Minister für Wirtschaft, Energie, Verkehr und Landesentwicklung sowie Priska Hinz als Ministerin für Umweltschutz, Landwirtschaft und Verbraucherschutz.

Für das geplante neue Verfassungsschutzgesetz und für die geplante Novellierung des hessischen Polizeigesetzes erhielt die Grünen-Fraktion gemeinsam mit der CDU-Fraktion im Hessischen Landtag 2018 den Negativpreis BigBrotherAward in der Kategorie Politik. Laudator Rolf Gössner urteilte: 

„Ihre Gesetzesinitiative enthält eine gefährliche Ansammlung gravierender Überwachungsermächtigungen, die tief in Grundrechte eingreifen und den demokratischen Rechtsstaat bedrohen.“

Nach der Landtagswahl 2018 wurde erneut eine schwarz-grüne Regierung unter Führung Volker Bouffiers gebildet (Kabinett Bouffier III), nachdem die Grünen bei der Landtagswahl erstmals zweitstärkste Kraft vor der SPD wurden. Die Minister für Bündnis 90/Die Grünen sind Priska Hinz als Ministerin für Umwelt, Klimaschutz, Landwirtschaft und Verbraucherschutz, Tarek Al-Wazir als Minister für Wirtschaft, Energie, Verkehr und Landesentwicklung, Kai Klose als Minister für Soziales und Integration sowie Angela Dorn-Rancke als Ministerin für Wissenschaft und Kunst. Von Mai 2022 bis Januar 2024 regierte das Kabinett Rhein I in gleicher Besetzung auf Seiten der Grünen. Ende 2022 gaben Priska Hinz und Kai Klose bekannt, zur Landtagswahl am 8. Oktober 2023 nicht mehr anzutreten.
Bei der Landtagswahl erhielt die CDU 34,6 % (+ 7,6 Prozentpunkte), die AfD 18,4 % (+ 5,3 Prozentpunkte), die SPD 15,1 % (− 4,7 Prozentpunkte) und die Grünen 14,8 % (− 5,0 Prozentpunkte). Rhein verhandelte mit der SPD Hessen und mit den Grünen. Rhein entschied sich für eine CDU-SPD-Koalition.

## Landtagswahlergebnisse
| Jahr | Stimmen | Sitze |
| ---- | ------- | ----- |
| 1978 | 2,0 %   | 0     |
| 1982 | 8,0 %   | 9     |
| 1983 | 5,9 %   | 7     |
| 1987 | 9,4 %   | 10    |
| 1991 | 8,8 %   | 10    |
| 1995 | 11,2 %  | 13    |
| 1999 | 7,2 %   | 8     |
| 2003 | 10,1 %  | 12    |
| 2008 | 7,5 %   | 9     |
| 2009 | 13,7 %  | 17    |
| 2013 | 11,1 %  | 14    |
| 2018 | 19,8 %  | 29    |
| 2023 | 14,8 %  | 22    |

## Regierungsbeteiligungen

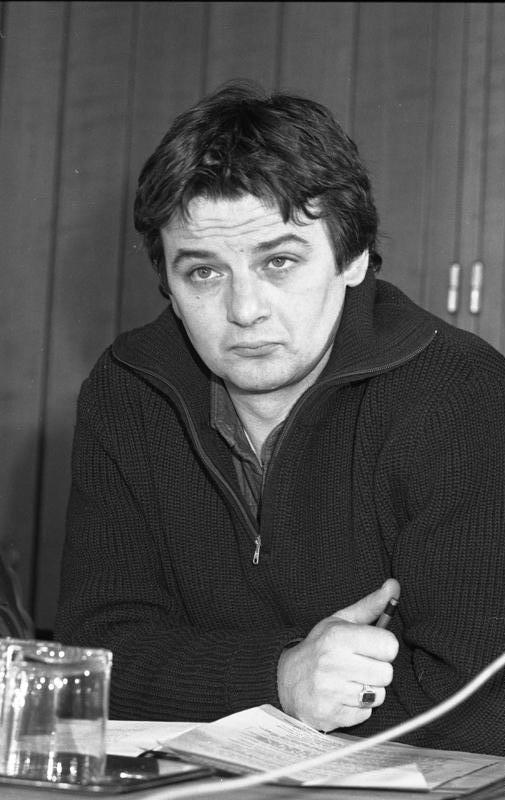
Joschka Fischer, hessischer Umweltminister 1985 bis 1987 und 1991 bis 1994

In Hessen wurden die Grünen Ende 1985 erstmals bundesweit an einer Landesregierung beteiligt. Mit Joschka Fischer als hessischen Umweltminister wurde Ende 1985 der erste Landesminister der Grünen vereidigt.
In folgenden Kabinetten bildeten die Grünen zusammen mit der SPD rot-grüne Landesregierungen.
- Kabinett Börner III: bildete vom 4. Juli 1984 bis 24. April 1987 die Landesregierung von Hessen (1984 bis 1985 von den Grünen tolerierte Minderheitsregierung der SPD, 1985 bis 1987 erste rot-grüne Landesregierung)
- Kabinett Eichel I: bildete vom 5. April 1991 bis 5. April 1995 die Landesregierung von Hessen.
- Kabinett Eichel II: bildete vom 5. April 1995 bis 7. April 1999 die Landesregierung von Hessen.

In folgenden Kabinetten bildeten die Grünen zusammen mit der CDU schwarz-grüne Landesregierungen.
- Kabinett Bouffier II: bildete vom 18. Januar 2014 bis zum 19. Januar 2019 die Landesregierung von Hessen.
- Kabinett Bouffier III: bildete vom 19. Januar 2019 bis zum 31. Mai 2022 die Landesregierung von Hessen.
- Kabinett Rhein I: bildete vom 31. Mai 2022 bis zum 18. Januar 2024 die Landesregierung von Hessen.

## Landesvorsitzende (bis 2001 Landesvorstandssprecher) seit der Strukturreform 1991
| Zeitraum  | Landesvorsitzende    |
| --------- | -------------------- |
| 1991–1995 | Maria Marx           |
| 1995–1997 | Hiltrud Hofmann      |
| 1997–1999 | Sabine Giesa         |
| 1999–2000 | Daniela Wagner       |
| 2001–2005 | Evelin Schönhut-Keil |
| 2005–2013 | Kordula Schulz-Asche |
| 2013–2017 | Daniela Wagner       |
| 2017–2019 | Angela Dorn-Rancke   |
| 2019–2024 | Sigrid Erfurth       |
| 2024      | Kathrin Anders       |
| seit 2025 | Anna Lührmann        |
| seit 2025 | Julia Frank          |

| Zeitraum  | Landesvorsitzender   |
| --------- | -------------------- |
| 1991–1993 | Jürgen Frömmrich     |
| 1993–1995 | Frank-Peter Kaufmann |
| 1995–1997 | Reimer Hamann        |
| 1997–1999 | Tom Koenigs          |
| 1999–2000 | Hartmut Bäumer       |
| 2000–2002 | Hubert Kleinert      |
| 2003–2007 | Matthias Berninger   |
| 2007–2013 | Tarek Al-Wazir       |
| 2013–2019 | Kai Klose            |
| 2019–2021 | Philip Krämer        |
| 2021–2024 | Sebastian Schaub     |
| 2024–2025 | Andreas Ewald        |

## Fraktionsvorsitzende
| Zeitraum                             | Vorsitzender          |
| ------------------------------------ | --------------------- |
| 1982 – 10. April 1983                | Iris Blaul            |
| 15. April 1983–1987                  | Jochen Vielhauer      |
| 1987–1991                            | Joschka Fischer       |
| 1991–1994                            | Rupert von Plottnitz  |
| 11. Oktober 1994 bis 18. Januar 1996 | Friedrich Karl Hertle |
| 21. Januar 1996–1999                 | Alexander Müller      |
| 1999 – 9. Mai 2000                   | Priska Hinz           |
| 9. Mai 2000 bis 17. Januar 2014      | Tarek Al-Wazir        |
| ab 18. Januar 2014                   | Mathias Wagner        |

## Personen

### Landtagsfraktion
Im 21. Hessischen Landtag ist die Fraktion von Bündnis 90/Die Grünen mit insgesamt 22 Abgeordneten, davon 12 Frauen und 10 Männer, vertreten.

#### Fraktionsvorstand

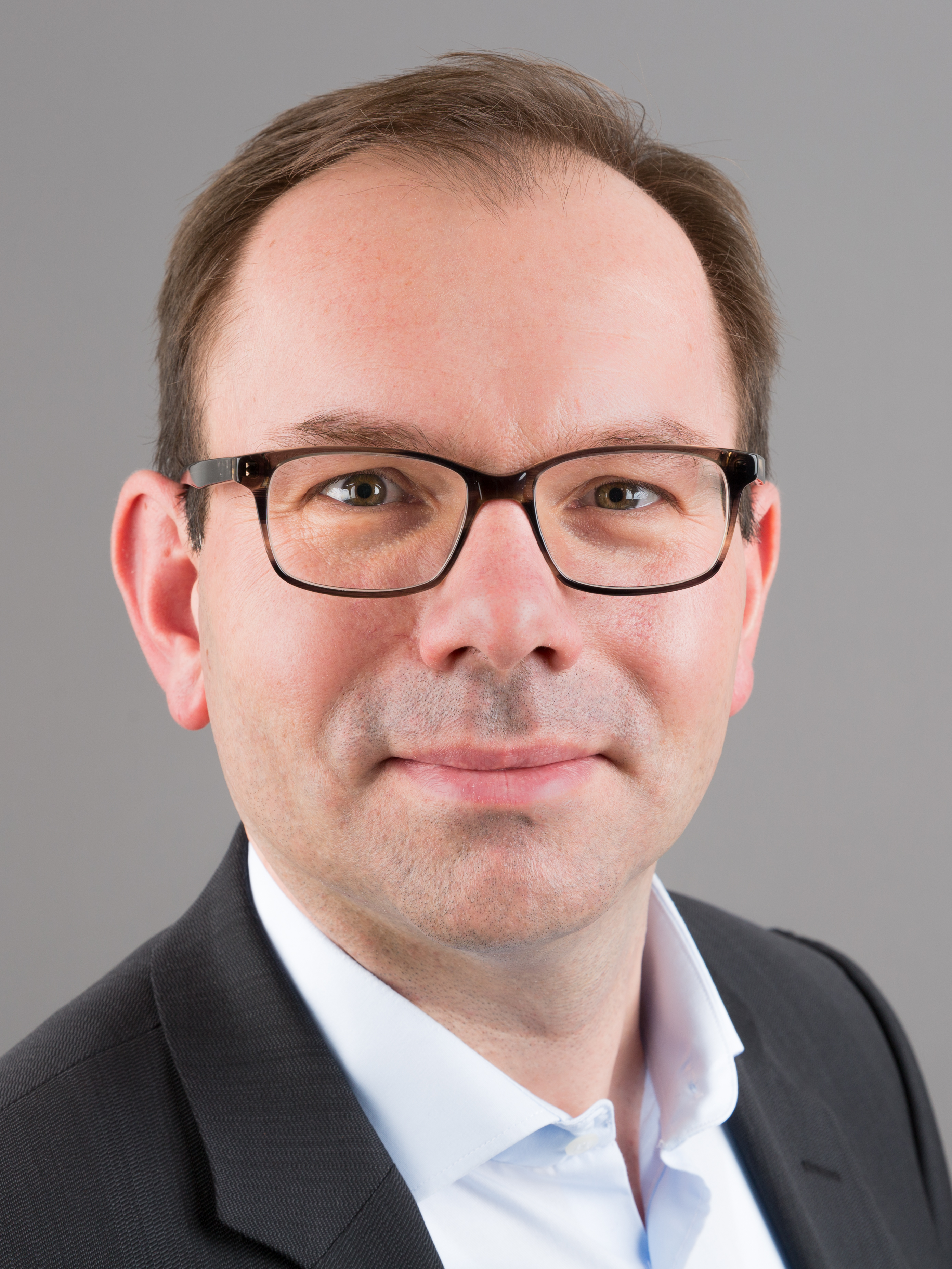
Mathias Wagner, Fraktionsvorsitzender der hessischen Grünen

- Mathias Wagner, Fraktionsvorsitzender
- Hildegard Förster-Heldmann, stellvertretende Fraktionsvorsitzende
- Vanessa Gronemann, stellvertretende Fraktionsvorsitzende
- Kaya Kinkel, stellvertretende Fraktionsvorsitzende
- Jürgen Frömmrich, stellvertretender Fraktionsvorsitzender
- Miriam Dahlke, parlamentarische Geschäftsführerin

### Hessische Abgeordnete der Grünen im Bundestag
Der hessische Landesverband von Bündnis 90/Die Grünen ist in der 20. Wahlperiode mit neun Abgeordneten im Deutschen Bundestag vertreten.
- Deborah Düring
- Bettina Hoffmann
- Philip Krämer
- Anna Lührmann
- Boris Mijatović
- Omid Nouripour
- Kordula Schulz-Asche
- Wolfgang Strengmann-Kuhn
- Awet Tesfaiesus

### Hessische Abgeordnete der Grünen im Europaparlament
- Martin Häusling

## Kommunalpolitik

### Oberbürgermeister
Die Grünen haben mit Sven Schoeller einen Oberbürgermeister in Hessen.
| Name           | Stadt  |
| -------------- | ------ |
| Sven Schoeller | Kassel |

### Weitere Bürgermeister
Die Grünen verfügen über zwei weitere hauptamtliche erste Bürgermeister.
| Name            | Kommune        |
| --------------- | -------------- |
| Lars Keitel     | Friedrichsdorf |
| Tobias Wilbrand | Egelsbach      |